# Kovács Béla (klarinétművész)
Kovács Béla (Tatabánya, 1937. május 1. – ?, 2021. november 7.) Kossuth- és Liszt Ferenc-díjas magyar klarinétművész, zenepedagógus, érdemes és kiváló művész.

## Élete, munkássága
Tatabányán kezdte zenei tanulmányait a helyi zeneiskolában: zongorát, majd klarinétot tanult. 1951-ben került a budapesti Liszt Ferenc Zeneművészeti Főiskolára, Balassa György osztályába; 1956-ban diplomázott. Végzése után a Magyar Állami Operaház zenekarában és a Budapesti Filharmóniai Társaság Zenekarában volt szólóklarinétos, mindkét helyen 1981-ig. Közben – 1962-től 1972-ig – a Magyar Fúvósötös tagja volt, 1967-től pedig a Budapesti Kamaraegyüttes tagja. Szólistaként és kamara-, illetve zenekari muzsikusként Magyarországon és külföldön is sok helyen fellépett, számos kortárs magyar szerző darabját mutatta be, többeket klarinétművek írására ihletett játéka. Az eltelt időben számos rádió- és hanglemezfelvétele készült.
Oktató munkáját 1975-ben kezdte, a Liszt Ferenc Zeneművészeti Főiskola klarinét professzora, majd 2008-tól professor emeritusa lett. 1989-től a grazi Universität für Musik klarinétprofesszora, illetve professor emeritusa, 2004-ben pedig az udinei Conservatorio di Musica vendégprofesszora volt. Oktató munkájához kapcsolódik szakirodalmi munkássága: több klarinét tankönyvet jelentetett meg itthon (például Mindennapos skálagyakorlatok klarinétra, 1979; Klarinétozni tanulok – I., 1983; Klarinétozni tanulok – II., 1986), de külföldön is megjelentek kottakiadványai. Sok szerző művéből készített klarinétátiratot (például Mendelssohn, Mozart, Schumann, Beethoven, Dvořák, Albéniz), de saját művei is vannak (például Hommage á Bartók, Hommage à de Falla, Carnevale di Venezia). Több zenei verseny zsűrijébe is meghívták.

## Elismerései
- Liszt Ferenc-díj (1964)
- Érdemes művész (1972)
- Kiváló művész (1978)
- Kossuth-díj (1988)
- Bartók–Pásztory-díj (2002)